# 和歌山県立博物館

館前からは和歌山城天守が望める

和歌山県立博物館（わかやまけんりつはくぶつかん、Wakayama Prefectural Museum）は和歌山県和歌山市にある博物館。設立は1971年（昭和46年）、現在の施設は1994年（平成6年）に開館した。
建物は和歌山県立近代美術館に隣接している（両館は地下でつながっており、空調システムや電気系統等共通とする一体の建築物である）。
常設展示室では古代の人々の生活から高野山や熊野三山、熊野古道の資料、紀州徳川家旧蔵品など、和歌山の文化歴史に関する展示を行っている。

## 建築概要
- 設計 - 黒川紀章
- 竣工 - 1994年
- 延床面積 - 6866.6m2
- 構造 - 鉄筋コンクリート造
- 所在地 - 〒640-8137 和歌山市吹上1-4-14

## 交通アクセス
- 和歌山駅・和歌山市駅から和歌山バス「県庁前」下車、徒歩約3分

## 周辺情報
- 和歌山城
- 和歌山県庁
- 和歌山市役所
- 和歌山大学教育学部附属小学校
- 和歌山大学教育学部附属中学校
- 岡山の時鐘堂
- 無量光寺 - 首大仏の寺